# Renaz
Il renàz è un formaggio di latte vaccino tipico di Livinallongo del Col di Lana comune dell'alto Cordevole (provincia di Belluno).
"Renaz" è la frazione in cui ha sede la Latteria cooperativa di Livinallongo, unico produttore del formaggio. Nonostante il renaz sia in produzione solo dal 1983, esso si fonda sulla secolare tradizione casearia del luogo ed è stato per questo dichiarato prodotto agroalimentare tradizionale.
La complessa preparazione e le condizioni climatiche del posto limitano notevolmente la sua produzione, che non supera i 300 quintali annui.

## Preparazione
Il renaz deriva dal latte (intero per 3/5, il rimanente è scremato) delle vacche brune alpine allevate nella zona.
Il latte, con l'aggiunta di siero e caglio in polvere, viene riscaldato sino a 36 °C. Dopo venti minuti si forma la cagliata che viene rotta in piccoli frammenti e cotta a 46 °C. La massa ottenuta viene sistemata in fascere e pressata in due tempi (dieci minuti e un'ora), quindi viene fatta riposare per una giornata.
Immerse successivamente in un bagno di salamoia per 48 ore, le forme vengono lasciate riposare per un anno alla temperatura di 13 °C, rigirandole ogni due giorni. Il renaz può essere consumato anche fresco, dopo sessanta giorni di stagionatura.

## Descrizione
Il renaz si presenta in forme cilindriche, di 7–9 cm di altezza, 30 cm di diametro e 5,5 kg di peso. Ha crosta gialla e dura, mentre la pasta, che può essere moderatamente compatta o dura in funzione della stagionatura, è color paglierino, con occhiatura media e sparsa.
Preparato soprattutto con latte intero, è un formaggio grasso (40%), con sapore via via più piccante a seconda del periodo di invecchiamento. Si abbina particolarmente a vini rossi come il Valpolicella.